# كيت كينيدي
كيت كينيدي (بالإنجليزية: Cate Kennedy) (1963 في المملكة المتحدة)؛ كاتِبة، شاعرة وروائية أسترالية.